# Ursula Hansen (Wirtschaftswissenschaftlerin)

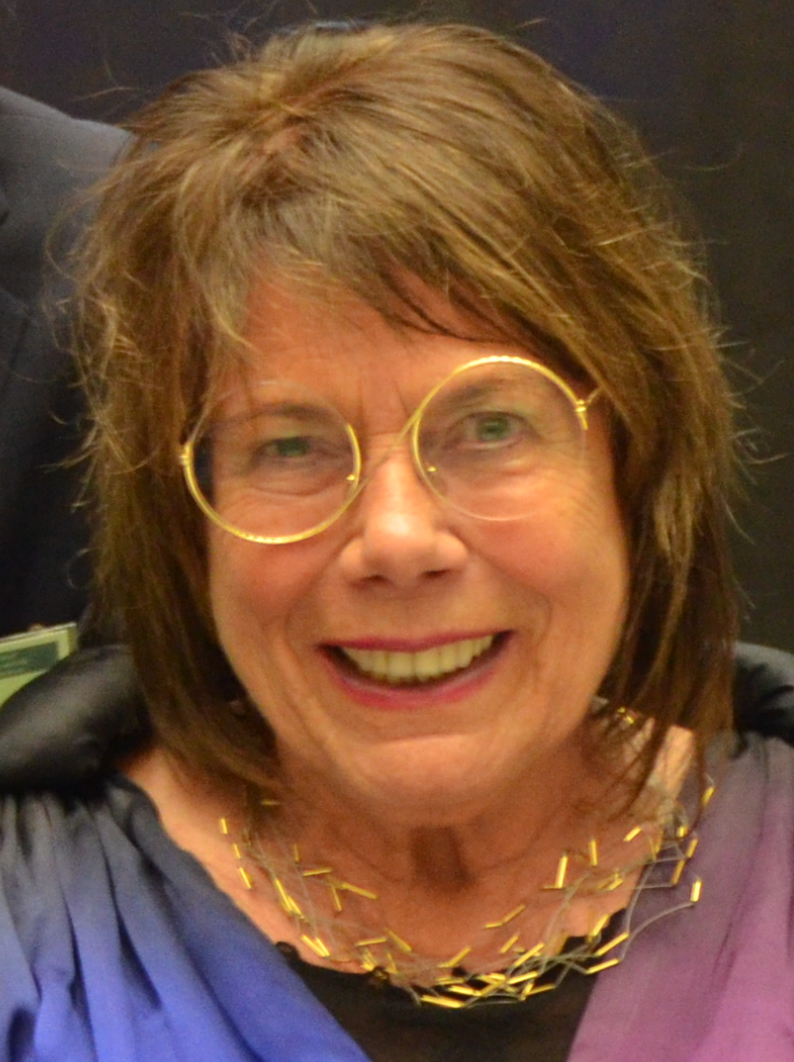
Ursula Hansen im April 2018 während des Wirtschaftsempfangs der Leibniz Universität Hannover

Ursula Hansen (* 10. Mai 1939 in Hannover) ist eine deutsche Wirtschaftswissenschaftlerin und emeritierte Professorin der Betriebswirtschaftslehre.

## Karriere
Ursula Hansen studierte Betriebswirtschaftslehre und Sozialpsychologie in Göttingen, Wien und Kiel. Nach der Promotion 1968 und der Habilitation 1974 wurde sie 1975 auf den Lehrstuhl für Markt und Konsum an der Universität Hannover berufen und leitete diesen bis zu ihrer Emeritierung. Am 13. Juli 2001 wurde Hansen eine Ehrenpromotion des Fachbereichs Wirtschaftswissenschaft der Freien Universität Berlin verliehen.
1992 gründete Frau Ursula Hansen das Institut für Markt-Umwelt-Gesellschaft (imug). Am 11. April 2018 wurde ihr im Lichthof des Welfenschlosses die Ehrenbürgerwürde der Leibniz Universität Hannover verliehen.

## Veröffentlichungen (Auswahl)
- Verantwortliches Wirtschaften und sozial-ökologische Unternehmenstests, Imug, Hannover, 1992
- Verbraucherpolitik und Verbraucherbildung, Weingarten, Pädag. Hochschule, 2002
- Marktkommunikation und Kundenberatung für sozialökologische Geldanlagen, Imug, Hannover, 2003
- Values at work - business professors' influence on corporate values, Logos-Verlag Berlin, 2007
- Betriebswirtschaftliche Hochschullehrer als Gestalter unternehmerischer Werte?, Logos-Verlag Berlin, 2007